# Вейценбаум, Джозеф
Джозеф Вейценбаум (Йозеф Вайценбаум, Вайзенбаум, Уайзенбаум; англ. Joseph Weizenbaum; 8 января 1923, Берлин — 5 марта 2008, Грёбен, Германия) — американский учёный, специалист в области искусственного интеллекта. Известен как автор программы Элиза, написанной им в 1966 году.

## Биография
Вейценбаум родился в еврейской семье меховщика Иехиэля Вейценбаума и его жены Генриетты. Одним из его братьев был ученый-компьютерщик Генрих Вейценбаум (1921—2005), который сменил имя на Генри Ф. Шервуд, когда стал гражданином США.
Посещал Luisenstädter Realgymnasium в Берлине. После прихода нацистов к власти в 1935 году эмигрировал с семьёй в США.
Окончил государственный Университет Уэйна (Wayne State University, США, Детройт, штат Мичиган): бакалавр (1948), магистр (1950). В 1953—1963 годах работал в General Electric. С 1963 года работал в Массачусетском технологическом институте. В 1966 году Вейценбаум опубликовал компьютерную программу ELIZA, которую намеревался использовать для демонстрации обработки естественного языка компьютером.
В 1976 году он написал книгу «Мощь компьютеров и человеческий разум: от суждения к расчету», в которой предостерёг от возложения на машины ответственности за принятие человеческого выбора.
В 1996 году переехал в Берлин. Умер там 5 марта 2008 года.

## Некоторые труды
- Вейценбаум Дж. Возможности вычислительных машин и человеческий разум. От суждений к вычислениям. Пер. с англ. М., 1982.